# (147693) Piccioni
(147693) Piccioni – planetoida z pasa głównego asteroid okrążająca Słońce w ciągu 3 lat i 186 dni w średniej odległości 2,31 j.a. Została odkryta 11 lutego 2005 roku w Obserwatorium La Silla przez Andrea Boattiniego i Hansa Scholla. Nazwa planetoidy pochodzi od włoskiego astronoma Giuseppe Piccioniego (ur. 1965), zajmującego się podczerwonym obrazowaniem sensorów, konsultanta międzynarodowych instytucji. Przed nadaniem nazwy planetoida nosiła oznaczenie tymczasowe (147693) 2005 CQ77.